# Saint-Jean-de-Bonneval
Saint-Jean-de-Bonneval ist eine französische Gemeinde mit 403 Einwohnern (Stand 1. Januar 2022) im Département Aube in der Region Grand Est (vor 2016 Champagne-Ardenne). Sie gehört zum Arrondissement Troyes und zum Kanton Les Riceys. Die Einwohner nennen sich Bonnevalois(es).

## Geografie
Die Gemeinde liegt etwa 14 Kilometer südlich von Troyes im Süden des Départements Aube. Die Gemeinde besteht aus den Dörfern Prunay und Saint-Jean-de-Bonneval, mehreren Weilern sowie wenigen Einzelgehöften. Das Flüsschen Mogne verläuft im Südosten des Gemeindegebietes. Nachbargemeinden sind Roncenay im Norden, Assenay im Nordosten und Osten, Villy-le-Bois im Osten, Longeville-sur-Mogne im Südosten, Lirey im Südwesten und Westen sowie Villery im Nordwesten.

## Geschichte
Zwar führte ein Römerweg an der heutigen Gemeindegrenze zu Villery entlang. Doch wurden bisher keinerlei Funde aus dieser Zeit gemacht.
Der heutige Ort wurde bereits 754 unter dem lateinischen Namen Bonavallis erstmals in einem Dokument der Abtei Montier-la-Celle erwähnt. Eine erste französische Form tauchte als Saint Jehan de Bonnevaulx in einem Dokument von 1328 auf. Saint-Jean-de-Bonneval war Teil der Vogtei (Bailliage) Troyes. Bis zur Französischen Revolution lag die Gemeinde in der Provinz Champagne. Von 1793 bis 1801 war Saint-Jean-de-Bonneval dem Distrikt Ervy zugeteilt und Kantonshauptort des Kantons Saint Jean de Bonneval. Von 1801 bis 2015 lag die Gemeinde im Kanton Bouilly und ist seither Teil des Kantons Les Riceys. Seit 1801 gehört Saint-Jean-de-Bonneval zum Arrondissement Troyes. Im Jahr 1908 wurde die bis dahin eigenständige Gemeinde Prunay-Saint-Jean eingemeindet.

### Bevölkerungsentwicklung
| Jahr                       | 1962 | 1968 | 1975 | 1982 | 1990 | 1999 | 2007 | 2019 |
| Einwohner                  | 295  | 284  | 261  | 329  | 354  | 351  | 392  | 404  |
| Quellen: Cassini und INSEE |      |      |      |      |      |      |      |      |

## Verkehr
Saint-Jean-de-Bonneval liegt unweit von bedeutenden überregionalen Verkehrswegen. Eine Haltestelle und Zugverbindungen gibt es in der Gemeinde seit 1996 keine mehr. Damals wurde die Strecke von Troyes nach Saint-Florentin stillgelegt. In Troyes gibt es gute Verkehrsverbindungen auf der Schiene und per Bus. Wenige Kilometer nördlich führt die E54 vorbei. Der nächstgelegene Anschluss ist in Saint-Thibault. Für den regionalen Verkehr sind die D25 und D108 wichtig, die mitten durch das Dorf führen.

## Sehenswürdigkeiten
- Kirche Saint-Jean aus dem Jahr 1830
- Wegkreuz aus dem 17. Jahrhundert an der D108 an der westlichen Gemeindegrenze Richtung Villery
- Denkmal für die Gefallenen[1]

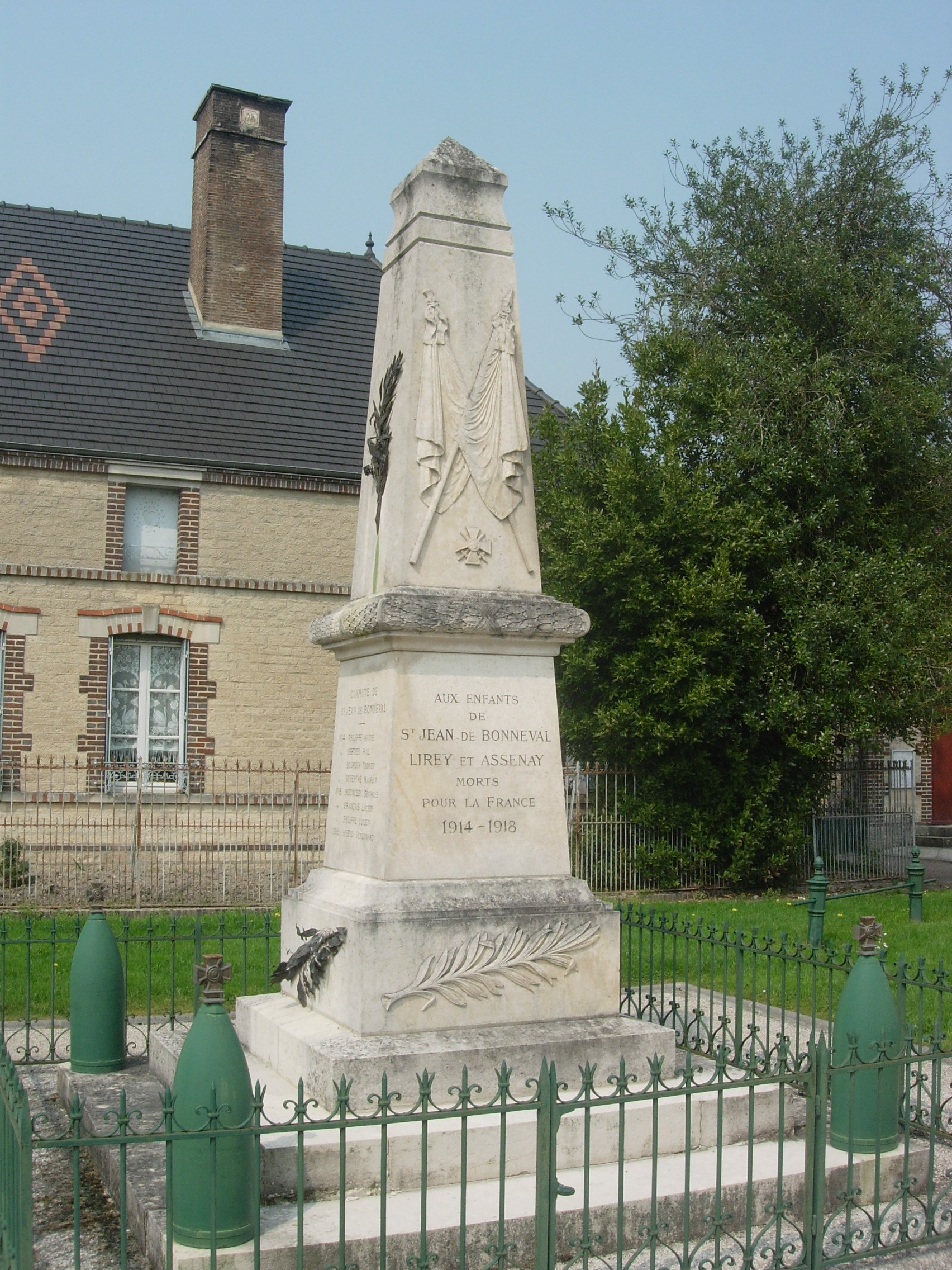
Denkmal für die Gefallenen
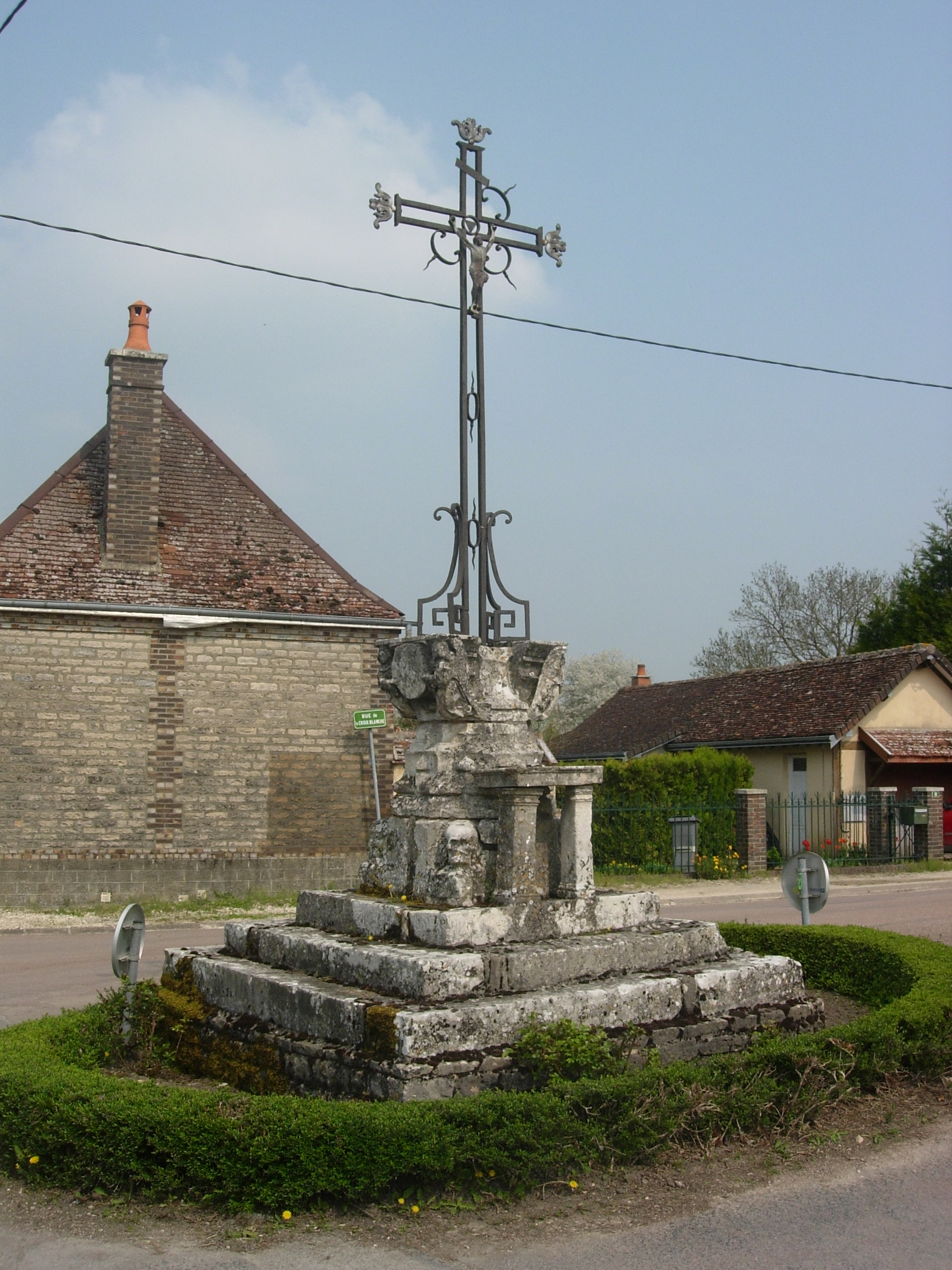
Wegkreuz
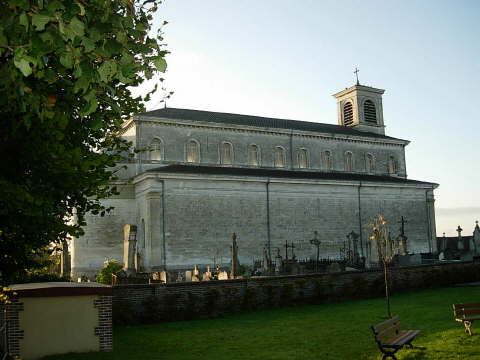
Dorfkirche Saint-Jean